# Caso Maria Nilce
O caso Maria Nilce refere-se ao homicídio da jornalista, apresentadora e escritora brasileira Maria Nilce dos Santos Magalhães (Fundão, 23 de julho de 1941 – Vitória, 5 de julho de 1989), um caso dos casos criminais de maior repercussão da história do Espírito Santo, com envolvimento de membros das polícias Civil e Militar no crime.

## Biografia
Maria Nilce nasceu em 1941 na fazenda Fundão dos Índios, no distrito de Timbuí, em Fundão, nona dos onze filhos de Tertuliano Tauríbio dos Santos e Ana Cleta dos Santos. Casou-se em 29 de abril de 1961 com um jornalista e passou a morar em Vitória, onde teve quatro filhos. Começou sua carreira em 1967, escrevendo a coluna social diária M. S. M. no jornal A Tribuna. Apresentou o programa Coisas e Gente Muito Importante, da TV Vitória, e foi jurada do programa A Hora da Buzina, apresentado por Chacrinha na Rede Globo. Comprou o Jornal da Cidade, saindo assim do jornal A Tribuna. A jornalista também escrevia livros e promovia festas beneficentes e desfiles de moda em Vitória.

## O crime
Na época do assassinato de Maria Nilce, tornou-se pública a chamada Conexão Vitória–Bolívia, um caso de narcotráfico e roubos de veículos envolvendo policiais. A jornalista escrevia críticas ao tráfico em sua coluna social no Jornal da Cidade, no qual também ameaçava denunciar os suspeitos.
Às 7 horas de 5 de julho de 1989, Maria Nilce chegava com uma filha à academia de ginástica Corpo e Movimento na rua Aleixo Neto, na Praia do Canto, Vitória, situada a 400 metros de sua residência. As duas costumavam ir à academia a pé, mas nesse dia foram de carro, porque depois a filha seguiria para a universidade onde estudava. Após a jornalista sair do veículo, um homem apontou uma arma para a nuca da jornalista e fez um primeiro disparo, que falhou. A filha gritou para alertar a mãe, que correu para dentro de um ônibus que estava no ponto em frente à academia, quando recebeu três dos quatro tiros feitos pelo homem, que a havia seguido. Maria Nilce foi levada ao Hospital das Clínicas, mas chegou já morta.

## Investigações
As investigações ficaram a cargo dos delegados Josino Bragança e Cláudio Antônio Guerra. Guerra manifestou interesse em participar das investigações, resultando em rejeição pela cúpula da Polícia Federal. Após ouvirem várias pessoas, os delegados apontaram dois policiais de Campos dos Goytacazes como suspeitos. Bragança declarou que "Maria Nilce foi morta pelo que disse e, principalmente, pelo ia dizer". Guerra disse à imprensa que a vítima "sabia demais sobre o envolvimento de pessoas influentes sobre tráfico de drogas, e por isso foi assassinada" e, no mesmo dia, revelou junto de Bragança os nomes de cinco suspeitos pela execução e acusaram outras seis pessoas como mandantes.
O Ministério Público pediu à Justiça que as investigações passassem a ser feitas pela Polícia Federal e, em setembro de 1989, o caso saiu da Polícia Civil para a Polícia Federal, que, no lugar das pessoas apresentadas pela Polícia Civil, indiciou outras seis, que compunham o chamado Sindicato do Crime: o empresário José Alayr Andreatta; o policial civil Romualdo Eustáquio da Luz Faria, o Japonês; o policial militar César Narciso de Souza; o pistoleiro José Sasso; o piloto de aviões Marcos Egydio Costa; e o escrivão da Polícia Civil Charles Roberto Lisboa. Para a Polícia Federal, Andreatta teria contratado Faria para cometer o homicídio, e este teria subcontratado Sasso e Narciso. Estes dois teriam fugido do local do crime juntos num Fusca, partindo em seguida para o estado do Rio de Janeiro, num avião pilotado por Costa. Um dos acusados de participação, Lisboa, trabalhou nas investigações do homicídio de Maria Nilce.

## Decisões judiciais e assassinatos de acusados
O suspeito de ter feitos os disparos, José Sasso, morreu na cadeia em 1992. Ele era acusado de ter matado Anastácio Cassaro, prefeito de São Gabriel da Palha. A suspeita na época era de que Sasso foi morto por envenenamento após ingerir um chá levado à cadeia por sua namorada.
Em 2006, foram condenados à prisão o mandante Andreatta, com pena de 13 anos, e o piloto Costa, com pena de 9 anos e 4 meses. A princípio, Andreatta pôde recorrer em liberdade, mas, após apelação do Ministério Público estadual, a Justiça determinou sua prisão e o condenado se entregou à polícia em 2007, sendo libertado mais adiante por decisão do Superior Tribunal de Justiça. O processo transitou em julgado e, em julho de 2012, teve seu mandado de prisão expedido, sendo preso em fevereiro de 2013. Costa foi assassinado em 2012 em Jacaraípe, no município da Serra.
Lisboa e Faria alegaram insanidade mental à Justiça. Lisboa foi absolvido em 2011. Faria chegou a ficar 27 dias preso em 1989 pelo caso de Maria Nilce. Acabou condenado em 2008 por outro homicídio ocorrido em 1989, contra Valdívio Barbosa dos Santos, presidente do Sindicato dos Trabalhadores Rurais de Pedro Canário, e foi preso por esse crime em 2012. Faria foi condenado em 2013 a 17 anos de reclusão (reduzidos para 15 anos, 5 meses e 1 dia por ter ficado preso em 1989 e desde 2012), sem direito a substituição de pena.
Narciso foi absolvido, mas o Ministério Público recorreu. Narciso foi novamente julgado em 2012, em júri popular, e foi condenado a 19 anos de prisão por 4 votos a 3, mas recorreu em liberdade.